# Senotainia morula
Senotainia morula är en tvåvingeart som beskrevs av Zumpt 1976. Senotainia morula ingår i släktet Senotainia och familjen köttflugor. Inga underarter finns listade i Catalogue of Life.